# Diêm Ôn
Diêm Ôn (tiếng Trung: 閻溫; bính âm: Yan Wen; ? - 213), tự Bá Kiệm (伯儉), là quan viên dưới quyền quân phiệt Tào Tháo thời Tam Quốc trong lịch sử Trung Quốc.

## Cuộc đời
Diêm Ôn quê ở huyện Tây, quận Thiên Thủy, Lương Châu, giữ chức Lương Châu biệt giá, thủ Thượng Khuê lệnh. Năm 213, Mã Siêu chạy tới Thượng Khuê, được người địa phương Nhâm Dưỡng (任養) tiếp đón. Diêm Ôn tìm cách ngăn cản bất thành, liền cưỡi ngựa bỏ chạy đến châu trị Ký Thành.
Tháng 1 năm 213, Mã Siêu bắt đầu tấn công Ký Thành. Thứ sử Lương Châu Vi Khang lâu ngày không thấy viện quân, liền phái Diêm Ôn bí mật trốn khỏi thành cầu cứu Hạ Hầu Uyên. Vì Mã Siêu được người Khương cùng Trương Lỗ giúp đỡ, tập hợp được hơn 1 vạn quân, bao vây rất nghiêm ngặt. Diêm Ôn lợi dụng trời tối bơi ra khỏi thành nhưng lại để lộ dấu vết. Hôm sau, Mã Siêu cho quân truy bắt, đến Hiển Thân Giới (顯親界) thì tóm được Ôn, áp giải trở về.
Mã Siêu cắt bỏ dây trói, vừa dụ dỗ vừa đe dọa Diêm Ôn nói cho người trong thành rằng không có viện quân: Giờ thắng thua đã rõ ràng, ngài vì cô thành xin cứu binh lại bị bắt tới nơi đây, làm sao hoàn thành được nghĩa vụ? Nếu nghe lời ta, nói cho trong thành rằng phương đông không có người tới cứu, đây là kế chuyển họa thành phúc vậy. Bằng không, bây giờ liền giết ngươi.
Ôn giả vờ đáp ứng, được Siêu cho xe đưa đến dưới tường thành. Sau khi đến nơi, Diêm Ôn bèn nói dối, hô to: Đại quân ba ngày nữa sẽ đến, gắng lên! Người trong thành đều khóc, hô vạn tuế. Mã Siêu nổi giận, hỏi rằng: Túc hạ không muốn sống nữa sao? Ôn không trả lời.
Mã Siêu vây thành lâu ngày, gần 8 tháng không hạ, lại nhiều lần dụ dỗ Diêm Ôn, mong Ôn hồi tâm chuyển ý: Cố nhân trong thành, có người đồng lòng với ta sao? Ôn không thèm phản ứng, bị Siêu trách cứ. Ôn bèn nói: Đạo hầu vua chỉ có đường chết, ngài muốn trưởng giả nói lời bất nghĩa, ta lẽ nào là hạng tham sống sợ chết sao? Mã Siêu hết cách, bèn giết Ôn. Không lâu sau, Vi Khang đầu hàng.

## Nhận xét
Trần Thọ có lời bình: Diêm Ôn hướng thành hô lớn, có thể sánh ngang với gương Giải, Lộ vậy.

## Trong văn hóa
Diêm Ôn không xuất hiện trong tiểu thuyết Tam quốc diễn nghĩa của La Quán Trung.